# Этавах (округ)
Этавах (англ. Etawah) — округ в индийском штате Уттар-Прадеш. Административный центр — город Этавах. Площадь округа — 2287 км². По данным всеиндийской переписи 2001 года население округа составляло 1 338 871 человек. Уровень грамотности взрослого населения составлял 69,57 %, что выше среднеиндийского уровня (59,5 %).